# Liste zerstörter Denkmale im Wartburgkreis
Die Liste zerstörter Denkmale im Wartburgkreis beinhaltet Gebäude im Wartburgkreis in Thüringen, die unter Denkmalschutz standen und dennoch abgerissen wurden.

## Bad Liebenstein
| Bild | Name                    | Lage                                   | Erbaut | Zerstört | Bemerkungen, Einzelnachweise                                             |
| ---- | ----------------------- | -------------------------------------- | ------ | -------- | ------------------------------------------------------------------------ |
|      | Bahnhof Bad Liebenstein | Eisenbahnstraße, 36448 Bad Liebenstein | 1889   | 2002     | Ehemaliges Bahnhofsgebäude im Heimatschutzstil, 2002 restlos abgebrochen |

## Bad Salzungen
| Bild | Name                                       | Lage                | Erbaut    | Zerstört | Bemerkungen, Einzelnachweise                                                      |
| ---- | ------------------------------------------ | ------------------- | --------- | -------- | --------------------------------------------------------------------------------- |
|      | Gradierhallen im Gradierwerk Bad Salzungen | 36433 Bad Salzungen | 1797/1901 | 2020     | Komplettabriss trotz Denkmalschutz 2020/21, originalgetreuer Ersatzneubau 2022/23 |

## Vacha
| Bild | Name             | Lage                         | Erbaut | Zerstört | Bemerkungen, Einzelnachweise |
| ---- | ---------------- | ---------------------------- | ------ | -------- | --- |
|      | Kirche St. Annen | 36404 Vacha OT Völkershausen | 1720   | 1989     | Beim Gebirgsschlag Völkershausen am 13. März 1989 wurde das Gebäude erheblich beschädigt und musste nachfolgend abgerissen werden. |

## Wutha-Farnroda
| Bild | Name             | Lage                 | Erbaut | Zerstört | Bemerkungen, Einzelnachweise             |
| ---- | ---------------- | -------------------- | ------ | -------- | ---------------------------------------- |
|      | Schloss Farnroda | 99848 Wutha-Farnroda | 1677   | 1997     | Abriss der denkmalgeschützten Ruine 1997 |

## Werra-Suhl-Tal
| Bild | Name     | Lage                                | Erbaut | Zerstört | Bemerkungen, Einzelnachweise                                  |
| ---- | -------- | ----------------------------------- | ------ | -------- | ------------------------------------------------------------- |
|      | Markt 10 | 99837 Werra-Suhl-Tal OT Berka/Werra |        | 2021     | Abriss der ehemals denkmalgeschützten Bauruine im Herbst 2021 |